# Сагадева
Сагадева (санскр. सहदेव) — правитель Маґадги з династії Брігадратга. Магабгарата подає його як сина Джарасандги, який зайняв трон після вбивства його батька.
Відповідно до Пуран він загинув під час битви на Курукшетрі.